# Красносельская (деревня)
Красносельская или железнодорожной станции Красносельская — деревня в Ивановском районе Ивановской области России. Входит в Куликовское сельское поселение.

## География
Деревня расположена при железнодорожной платформе Красносельская в 12 км к северо-востоку от центра города Иваново, окружена лесами. В нескольких сотнях метров к северо-западу от деревни протекает река Шершава (приток Молохты).
На железнодорожной платформе останавливаются пригородные поезда до Иванова, Кинешмы, Ярославля. Автомобильный подъезд к деревне затруднен ввиду отсутствия до нее асфальтированной или щебеночной дороги.

## Население
| 2010 | 2018 |
| ---- | ---- |
| 0    | ↗1   |